# Aulacaspis discorum
Aulacaspis discorum är en insektsart som beskrevs av Hall och Williams 1962. Aulacaspis discorum ingår i släktet Aulacaspis och familjen pansarsköldlöss.
Artens utbredningsområde är Pakistan. Inga underarter finns listade i Catalogue of Life.